# (326164) Miketoomey
(326164) Miketoomey est un astéroïde de la ceinture principale.

## Description
(326164) Miketoomey est un astéroïde de la ceinture principale. Il fut découvert le 24 mai 2001 à Cerro Tololo par Larry H. Wasserman. Il présente une orbite caractérisée par un demi-grand axe de 2,69 UA, une excentricité de 0,17 et une inclinaison de 5,7° par rapport à l'écliptique.

## Compléments